# 角耳锉蛤
角耳锉蛤（学名：Lima basilanica），是莺蛤目狐蛤科狐蛤属的一种。主要分布于南海，常生活在潮间带低潮线及沿岸浅海岸岩礁间，用足丝附着，但足丝能脱落，靠贝壳开闭自由游泳。